# Premier League 2000-01
La FA Premier League 2000-01 (conocida como FA Carling Premiership por motivos de patrocinio) fue la novena temporada de la FA Premier League y la tercera temporada consecutiva que terminó con el Manchester United como campeón y el Arsenal como subcampeón. Sir Alex Ferguson se convirtió en el primer entrenador en ganar tres títulos consecutivos de la liga inglesa con el mismo club. Mientras tanto, el Liverpool logró un triplete de copa único: ganó la Copa FA, la Copa de la Liga y la Copa de la UEFA. También terminaron terceros en la Premier League y se clasificaron para la Liga de Campeones. Nike reemplazó a Mitre como fabricante del balón oficial de la Premier League, un contrato que desde entonces se ha extendido varias veces, y la renovación más reciente se realizó en noviembre de 2018 hasta el final de la temporada 2024-25.

## Clasificación general
| Pos. | Equipo                | Pts. | PJ | G  | E  | P  | GF | GC | Dif. | Clasificación 2001-02                        |
| ---- | --------------------- | ---- | -- | -- | -- | -- | -- | -- | ---- | -------------------------------------------- |
| 1    | Manchester United (C) | 80   | 38 | 24 | 8  | 6  | 79 | 31 | +48  | Fase de grupos de la Liga de Campeones       |
| 2    | Arsenal               | 70   | 38 | 20 | 10 | 8  | 63 | 38 | +25  | Fase de grupos de la Liga de Campeones       |
| 3    | Liverpool             | 69   | 38 | 20 | 9  | 9  | 71 | 39 | +32  | Tercera ronda previa de la Liga de Campeones |
| 4    | Leeds United          | 68   | 38 | 20 | 8  | 10 | 64 | 43 | +21  | Primera ronda de la Copa de la UEFA          |
| 5    | Ipswich Town          | 66   | 38 | 20 | 6  | 12 | 57 | 42 | +15  | Primera ronda de la Copa de la UEFA          |
| 6    | Chelsea               | 61   | 38 | 17 | 10 | 11 | 68 | 45 | +23  | Primera ronda de la Copa de la UEFA          |
| 7    | Sunderland            | 57   | 38 | 15 | 12 | 11 | 46 | 41 | +5   |                                              |
| 8    | Aston Villa           | 54   | 38 | 13 | 15 | 10 | 46 | 43 | +3   | Tercera ronda de la Copa Intertoto           |
| 9    | Charlton Atheltic     | 52   | 38 | 14 | 10 | 14 | 50 | 57 | −7   |                                              |
| 10   | Southampton           | 52   | 38 | 14 | 10 | 14 | 40 | 48 | −8   |                                              |
| 11   | Newcastle United      | 51   | 38 | 14 | 9  | 15 | 44 | 50 | −6   | Tercera ronda de la Copa Intertoto           |
| 12   | Tottenham Hotspur     | 49   | 38 | 13 | 10 | 15 | 47 | 54 | −7   |                                              |
| 13   | Leicester City        | 48   | 38 | 14 | 6  | 18 | 39 | 51 | −12  |                                              |
| 14   | Middlesbrough         | 42   | 38 | 9  | 15 | 14 | 44 | 44 | 0    |                                              |
| 15   | West Ham United       | 42   | 38 | 10 | 12 | 16 | 45 | 50 | −5   |                                              |
| 16   | Everton               | 42   | 38 | 11 | 9  | 18 | 45 | 59 | −14  |                                              |
| 17   | Derby County          | 42   | 38 | 10 | 12 | 16 | 37 | 59 | −22  |                                              |
| 18   | Manchester City       | 34   | 38 | 8  | 10 | 20 | 41 | 65 | −24  | Descenso de categoría                        |
| 19   | Coventry City         | 34   | 38 | 8  | 10 | 20 | 36 | 63 | −27  | Descenso de categoría                        |
| 20   | Bradford City         | 26   | 38 | 5  | 11 | 22 | 30 | 70 | −40  | Descenso de categoría                        |

 Fuente: [cita requerida]
Notas:
1. 1 2  Tanto el Ipswich Town como el Chelsea se clasificaron a la Copa de la UEFA 2001-02, ya que el Liverpool, campeón de la FA Cup 2000-01 y la Copa de la Liga 2000-01, y el Arsenal, subcampeón de la FA Cup, se clasificaron a la Liga de Campeones de la UEFA 2001-02.

| Bandera de Inglaterra                 |
| Campeón Manchester United 14.º título |

### Estadísticas de la liga
| Goles totales:                 | 992  |
| Promedio de goles por partido: | 2.61 |

## Máximos goleadores
| Jugador                 | Equipo             | Goles |
| ----------------------- | ------------------ | ----- |
| Jimmy Floyd Hasselbaink | Chelsea F. C.      | 23    |
| Marcus Stewart          | Ipswich Town F. C. | 19    |
| Thierry Henry           | Arsenal F. C.      | 17    |
| Mark Viduka             | Leeds United F. C. | 17    |
| Michael Owen            | Liverpool F. C.    | 16    |